# Microscopi de contrast de fase
El microscopi de contrast de fase és un microscopi que té un condensador especial en forma de xarxa cristal·lina que fa que els feixos lluminosos procedents de la font de llum se subdivideixin en infinits feixos que en arribar a la preparació contrasten millor els objectes a observar. Empra uns objectius especials de contrast de fase, com se senyala en aquests. Contràriament a la majoria de microscopis el feix de llum prové de la part superior mentre que l'objectiu es troba a sota la mostra, cosa que permet treballar-la fàcilment mentre s'observa la mateixa. La imatge que es forma ve donada per la diferència de fase que adopten els feixos lluminosos en passar per part més o menys denses de la mostra.
Aquest microscopi permet observar estructures internes, però per això la mostra ha de ser molt fina.
Hi ha una variant d'aquest microscopi que és el microscopi de contrast de fase interdiferencial el qual fa que el petits subfeixos de llum en arribar a la preparació interaccionen entre si, millorant la qualitat de la visió de les estructures internes.